# 유원미디어
유원미디어 주식회사는 대한민국 수도권을 방송 권역으로 하였던 지상파DMB 플랫폼 사업자였다. 2005년 8월 5일에 설립하여, 같은 해 12월 1일에 개국하였고, 2021년 1월 1일에 폐국하였다.
수도권에서만 방송했으며, 수도권 외 지역에는 방송하지 않았다.

## 연혁

### 2000년대

#### 2004년
- 2004년 3월 29일: K-DMB(주) 컨소시엄 법인 설립

#### 2005년
- 2005년 9월 28일: 정보통신부로부터 지상파 DMB 방송국 허가 취득
- 2005년 11월 23일: 회사명 유원미디어 주식회사로 변경 (임시 주주 총회)
- 2005년 12월 1일: 지상파 DMB 6개사 공동 개국 (TV & Radio)

#### 2006년
- 2006년 4월 20일: 2006 프로야구 지상파DMB 독점중계 (KBO)
- 2006년 6월 7일: 서울 지하철 T-DMB 서비스 개시
- 2006년 7월: 아리랑국제방송 최초 ISO-9001 인증획득
- 2006년 8월: U1 Radio 서비스 잠정 중단
- 2006년 10월: U1 시청자위원회 1기 구성
- 2006년 12월 18일: 기업부설연구소 설립

#### 2007년
- 2007년 3월 5일: U1 Radio 비주얼 라디오 음악방송으로 재개국

#### 2008년
- 2008년 11월 19일: 지상파 DMB 방송 재허가

#### 2009년
- 2009년 7월 31일: U1 V-Radio 채널 KBS 임대채널에서 U1 자체채널로 변경, uMTN DMB 방송 개시
- 2009년 12월: 여의도에서 문래동으로 사옥 이전

### 2010년대

#### 2010년
- 2010년 2월 1일 : U1 V-Radio 방송 송출 중단, mbn DMB 방송 송출 (채널 임대)
- 2010년 4월: DMB 2.0 데이터 방송 송출 (U1 Data 방송)
- 2010년 10월: 임대채널 uMTN채널에서 자체채널 U1 PLUS 채널로 변경되면서 U1 PLUS 채널 개국 (MTN, RTN, U1)

#### 2011년
- 2011년 3월: 주상균 대표이사 취임
- 2011년 3월 7일: U1 PLUS 채널 일부 시간대 MTN, RTN 수중계 방송 송출 종료, 24시간 U1 자체방송으로 변경
- 2011년 4월: 2011 프로 야구 전 경기 방송 협약 (U1, U1 Plus, QBS, mbn)
- 2011년 12월: 지상파 DMB 방송 재허가

#### 2012년
- 2012년 12월: 순천향대학교 MOU체결 (스마트 환경 DMB 콘텐츠 개발)

#### 2013년
- 2013년 10월: U1 PLUS 채널 롯데홈쇼핑 DMB 방송 매일 오전 5시부터 오후 5시까지 1일 12시간 방송 송출 개시
- 2013년 11월: U1 PLUS 채널 종료, 롯데홈쇼핑 DMB 방송 임대채널로 전환해서 24시간 방송 개시

#### 2014년
- 2014년 2월 3일 : U1채널 MBN 방송 송출 개시, 기존 임대채널 MBN에서 홈&쇼핑으로 변경되면서 홈&쇼핑 DMB 방송 송출 개시 (MBN은 24시간 DMB 방송 중단, U1을 통해 일부시간대 MBN 프로그램 방송 송출)
- 2014년 4월 : 임대채널 롯데홈쇼핑에서 한국경제TV로 채널 변경 (한국경제TV DMB 프로야구 전 경기 중계 방송 개시)

#### 2016년
- 2016년 8월 : U1 MBN HD DMB 방송 송출 개시

### 2020년대

#### 2021년
- 2021년 1월 1일 : 온라인 스트리밍 열풍 및 코로나19 범유행, 경영난으로 인해 DMB 채널 방송 종료 및 송출 중단 그리고 폐국.

## 같이 보기
- 대한민국의 지상파DMB